# ブルンジサッカー連盟
ブルンジサッカー連盟（ブルンジサッカーれんめい、フランス語: Fédération de football du Burundi, FFB ）はブルンジにおけるサッカーの統括団体（国内競技団体）。1962年に設立され、1972年に国際サッカー連盟 (FIFA) に、同年にアフリカサッカー連盟 (CAF) に加盟した。国内リーグ（ブルンジ・プレミアリーグ）とナショナルチーム（サッカーブルンジ代表）を所管している。